# Hans Buiting
Hans Buiting (* 7. März 1961) ist ein ehemaliger niederländischer Judoka. Er war Europameisterschaftsdritter 1989.

## Karriere
Hans Buiting kämpfte im Schwergewicht oder der offenen Klasse. 1987 und 1989 war er niederländischer Meister im Schwergewicht.
Bei den Europameisterschaften 1987 schied er im Schwergewicht früh gegen den Deutschen Alexander von der Groeben aus. In der offenen Klasse erreichte er das Halbfinale und unterlag dem Franzosen Christian Vachon, anschließend verlor er auch im Kampf um eine Bronzemedaille. Sechs Monate später bei den Weltmeisterschaften 1987 belegte er im Schwergewicht den siebten Platz. 
1989 unterlag Buiting bei den Europameisterschaften in Helsinki im Viertelfinale des Schwergewichts Thomas Müller aus der DDR. Nach zwei Siegen in der Hoffnungsrunde gewann Buiting auch den Kampf um Bronze gegen den Österreicher Josef Schmöller. Fünf Monate später belegte er bei den Weltmeisterschaften 1989 wie zwei Jahre zuvor den siebten Platz. Bei den Europameisterschaften 1990 verlor Buiting im Viertelfinale gegen Jochen Plate aus der BRD und im Kampf um Bronze gegen Frank Möller aus der DDR. Zwei Jahre später erreichte Buiting in der offenen Klasse noch einmal den fünften Platz bei den Europameisterschaften 1992.